# Чебоксарский электроаппаратный завод
Акционерное общество «Чебоксарский электроаппаратный завод» (АО «ЧЭАЗ») — завод в городе Чебоксары, одно из старейших и крупнейших предприятий электротехнического профиля в России.
АО «ЧЭАЗ» является одним из крупнейших и стабильно работающих предприятий Чувашской Республики, входит в электротехнический кластер Чувашской Республики. АО «ЧЭАЗ» эффективно решает комплексные задачи по поставке электрооборудования для промышленности и энергетики России и стран ближнего и дальнего Зарубежья. Приказом Минпромторга России включен в Перечень организаций, оказывающих существенное влияние на отрасли промышленности и торговли.
АО «ЧЭАЗ» принимает активное участие в федеральных программах по замещению иностранного электротехнического оборудования и инициирует внедрение мероприятий по импортозамещению на предприятии.
Численность работников — около 3000 чел.(2025).

## Продукция
АО «ЧЭАЗ» изготавливает  электротехническую продукцию для нефтегазовой, металлургической и станкостроительной, химической и машиностроительной отраслей промышленности; для транспорта, объектов тепло- и электроэнергетики; для строительства и жилищно-коммунального хозяйства и др. Продукция АО «ЧЭАЗ» востребована на рынке электротехники и эффективно эксплуатируется на различных объектах более 70 стран мира. Свыше 90% всех эксплуатируемых реле и устройств в энергосистемах России и странах СНГ произведено именно на этом заводе.

### Основные виды продукции
- Комплектные трансформаторные подстанции
- Блочно-модульные здания
- Комплектные распределительные устройства
- Низковольтные комплектные устройства
- Устройства релейной защиты и автоматики
- Системы релейной защиты и автоматики
- Низковольтная аппаратура управления
- Изделия повышенной надежности
- Комплектующие для НКУ и КРУ
- Электропривод и энергосберегающее оборудование
- Взрывозащищенное электрооборудование
- Автоматизация и Цифровые подстанции
- Товары народного потребления

## История
Завод создан в Чебоксарах в декабре 1941 года на базе эвакуированных цехов Харьковского электромеханического завода им. Сталина и Ленинградского завода «Электрик».
Станки выгрузили в чистом поле, на окраине города, который тогда заканчивался на месте нынешнего центрального универмага. А уже 8 декабря завод выдал первые изделия для танков и самолётов, специальную морскую аппаратуру, реле.
В 1944 году за успешное выполнение задания правительства по обеспечению аппаратурой авиационной и танковой промышленности завод был награждён орденом Трудового Красного Знамени.
К концу 50-х годов завод становится основным производителем устройств релейной защиты в СССР.
В 1961 году на базе ЧЭАЗ создан электротехнический научно-исследовательский институт (ЧЭТНИИ), впоследствии переименованный во ВНИИР (Всесоюзный научно-исследовательский институт релестроения).
В 1970-е годы заводом произведена поставка комплекта устройств релейной защиты для Асуанской ГЭС в Египте.
В 1971 году завод был награждён орденом Октябрьской Революции. 10 декабря 1971 года открыт музей трудовой славы Чебоксарского электроаппаратного завода — первого в Чувашской АССР музея истории предприятия.
В период 1970—1990 годы ЧЭАЗ стал основным в СССР производителем регулируемых электроприводов, низковольтных комплектных устройств для станкостроения, устройств релейной защиты и противоаварийной автоматики, низковольтной аппаратуры для тяжелых режимов работы.
В 1990-х годах завод переориентировался на поставку низковольтных комплектных устройств для нужд энергетики и нефтегазовой промышленности.
В 2001 году у завода появились новый инвестор и генеральный директор — Михаил Шурдов.
В 2000-х годах завод осваивает новые виды электрооборудования, выпуск высоковольтной аппаратуры, осуществляет поставку электрооборудования для ТЭС «Юсифия» (Иран) и ТЭС «Обра» (Индия).
За период с 2000—2012 гг. производство ОАО «ЧЭАЗ» выросло в пять раз.
С 29 мая 2006 года — закрытое акционерное общество.
С сентября 2017 года — акционерное общество.
С 2023 года АО «ЧЭАЗ» вошел в состав электротехнического холдинга «РУСЭЛ».

## Деятельность
Основные направления деятельности
- Проектирование систем электроснабжения объектов энергетики и промышленности.
- Производство и поставка электротехнического оборудования 0,4-220 кВ, что включает в себя аппаратуру релейной защиты, низковольтную и высоковольтную аппаратуру, низковольтные комплектные устройства, электроприводы, комплектные распределительные устройства 6-10 кВ, открытые распределительные устройства 220 кВ.
- Оказание услуг по монтажу, пусконаладочным работам, гарантийному и сервисному обслуживанию поставленного электрооборудования.
- Выполнение генподрядных работ по строительству энергообъектов.
- Проведение НИОКР.

Система менеджмента качества, действующая на АО «ЧЭАЗ», соответствует требованиям международного стандарта ISO 9001:2008. АО «ЧЭАЗ» имеет аккредитацию в ОАО «Транснефть». НК «Роснефть», ОАО «Газпром», «ОАО «Росэнергоатом», ОАО «ФСК ЕЭС» и другие.
Заказчиками завода являются ведущие предприятия энергетического комплекса, нефтегазодобывающей, химической и нефтеперерабатывающей отраслей, предприятия металлургической промышленности, подразделения РЖД, реализуются проекты с поставкой оборудования на АЭС и другие объекты атомной энергетики России. Осуществляются поставки оборудования в ближнее и дальнее зарубежье.
Среди крупных проектов, в реализации которых принимал участие ЧЭАЗ:
- комплекс электроснабжения объектов на XXII Зимних Олимпийских играх 2014 года в Сочи – поставка и ввод в эксплуатацию оборудования для создания источника резервного питания и резерва мощности энергетического кольца всего Сочинского района;
- распределительные устройства, приводная техника, микропроцессорная защита ЧЭАЗ работают на ледоколах «Арктика», «Сибирь», «Урал», а также смонтированы на ледоколе «Якутия» и строящемся ледоколе «Чукотка», т.е. на всех современных ледоколах проекта 22220;
- АО «ЧЭАЗ» разработал и реализовал проект уникальной автоматизированной системы управления зданием нового аэропорта «Волна» в Симферополе (Республика Крым). Данная система обеспечивает управление в автоматическом и ручном режимах подсистемами вентиляции и кондиционирования воздуха, теплоснабжения и горячего водоснабжения, хозяйственно-питьевого водоснабжения и канализации, электроснабжения и электроосвещения, вертикального транспорта (лифты и эскалаторы), противопожарной системой;
- ЧЭАЗ принял участие в реализации крупного энергопроекта Сахалина. Подстанция 25 МВА, а также 12 понижающих трансформаторных подстанций 6 кВ в микрорайоне «Уюн парк» позволят обеспечить электричеством до 15 тысяч жителей и социальные объекты масштабного жилого комплекса в северной части Южно-Сахалинска;
- в 2023 году была успешно завершена эксплуатация опытного электровоза «Ермак» с реле производства ЧЭАЗ. Принято решение о  массовом внедрении данных реле при производстве всех электровозов семейства «Ермак»;
- ЧЭАЗ изготовил оборудование ЗРУ-10 кВ для Ковыктинского газоконденсатного месторождения. Объект строительства расположен в сложных климатических условиях – абсолютная минимальная температура минус 55,4 0С, максимальная 38,5 0С. Зона сейсмически активная – 7 баллов. Помимо этого, объект находится на высоте 1050 м над уровнем моря. В закрытом распредустройстве применен новый тип ячеек КРУ-10 кВ типа КРУ ЧЭАЗ-90/10.
- ЧЭАЗ с 2020 года участвует в строительстве первой атомной электростанции Республики Бангладеш, а также в других проектах «Росатома».